# Parroquia de Christ Church Nichola Town
La parroquia de Christ Church Nichola Town  es una de las nueve parroquias de la isla de San Cristóbal que junto con las cinco parroquias de la isla Nieves forman parte de las catorce parroquias administrativas que componen la Federación de San Cristóbal y Nieves. Se encuentra en la costa este de la Isla de San Cristóbal, donde es la quinta parroquia en cuanto a su extensión. Su capital es Nichola Town y su ciudad más poblada Molyneux. Otras ciudades son Bourryeux, Lodge Village, Mansion y Phillips
- Datos: Q176164